# Горган (хребет)
Горган — хребет довжиною близько 8 км та середньою висотою близько 1500 м в Центральних Горганах. Найвищі вершини — Кінець Горгану (1599 м), Горган (1579 м), Горга (1505 м). 

## Загальна інформація
Хребет простягається з північного заходу на південний схід. Північно-східні та південно-західні схили хребта обривисті, покриті щільними заростями сосни альпійської. На південному сході, за 400 м від вершини Кінець Горгану, хребет межує зі старим польсько-чехословацьким кордоном (кілометровий стовпчик № 23), який веде від г. Попадя до пол. Рущина. На північному заході схили хребта спускаються до злиття річок Бистрик та Лімниця в урочищі Яла. На вершині Горган розташована вишка, з якої раніше здійснювався нагляд за магістральним газопроводом, що йде долиною р. Лімниця. 

## Туристичні маршрути хребтом
Маркованим маршрутом до вершини Горган можна дістатися з Осмолоди (синє маркування, 13 км). Маркованої стежки по хребту немає. Місцями прослідковуються залишки старого райтштока, однак часто він тоне в заростях альпійської сосни. Рух хребтом ускладнений.